# او دسجادو
او دسجادو (فرانسوی: Les montagnes de la lune‎)، یک فیلم درام (فیلم و تلویزیون) پرتغالی-فرانسوی محصول ۱۹۸۷ به نویسندگی و کارگردانی پائولو روشا و با بازی لوئیس میگوئل سینترا است.